# Joan Ramon Mainat i Castells
Joan Ramon Mainat i Castells (Mataró, 28 de gener de 1951 - Barcelona, 16 de novembre de 2004) fou un periodista i productor de televisió català, que obtingué reconeixement professional durant la dècada de 1990 i de 2000.

## Biografia
Germà del cantant de La Trinca i posteriorment productor televisiu Josep Maria Mainat, es va llicenciar durant la dècada de 1970 en Filosofia i Lletres (Universitat de Barcelona) i Ciències de la Informació (Universitat Autònoma de Barcelona).
Des de molt jove va viure a Canet de Mar, on fou un dels impulsors de la ràdio local. Més tard es converteix en el responsable de "Cançons al vent", un dels programes capdavanters de Ràdio 4, la primera que va emetre en català des de 1976. El seu caràcter inquiet i emprenedor el va portar a formar part del grup que fundà i organitzà els festivals musicals multitudinaris Sis Hores de Cançó i Canet Rock, que van ser el reflex a Catalunya de festivals com Woodstock o Monterey. La seva relació amb la música s'estén més enllà de l'organització d'aquells festivals i treballa com a cap de promoció de la discogràfica Edigsa, el segell discogràfic que des de la dècada de 1960 estava revolucionant la música catalana en l'àmbit polític, artístic i comercial.
També exercí el periodisme escrit en diaris com Catalunya Express, Mundo Diario, El Noticiero Universal, Correo Catalán, Tele/Expres, i dirigí la revista Imagen Semanal. Posteriorment passà a Radio Nacional de España, emissora de la qual va ser sotsdirector i director de programes a Catalunya. En aquesta etapa es consoliden els llaços professionals amb Xavier Sardà, amb qui va idear el programa La bisagra. El 1988 és nomenat director de programes de TVE a Catalunya. Durant la seva etapa es van posar en marxa programes com La Luna, amb Júlia Otero; La palmera, amb Jordi González; Tribunal popular, de Javier Nart, o Plàstic, amb Tinet Rubira.
Després del seu cessament el 1991 per emetre un noticiari fictici (Camaleó) en què anunciava un cop d'estat a l'URSS, creà la seva pròpia productora, Backstage. El 1996 s'incorpora a Gestmusic Endemol, com a director creatiu i productor executiu. Amb aquesta productora pot participar en èxits de la televisió espanyola de finals del segle xx i començaments del XXI: Crónicas Marcianas, Operación Triunfo, Lluvia de estrellas, La parodia nacional...
Fou director del Canal Operación Triunfo, el primer canal digital 24 hores sobre un únic programa de televisió, i el va situar entre els més vistos de l'oferta digital a Espanya, superat en audiència tan sols per Canal+ (plataforma a través de satèl·lit).
La seva capacitat d'adaptació no coneixia límits i la seva tasca creativa s'estengué també a la gran revolució en els mitjans de comunicació que amb l'aparició d'Internet. Les seves idees sobre continguts i internet les plasma fundant Portalmix.com'. Amb Portalmix trasllada la seva creativitat també al món de l'entreteniment per a telefonia mòbil.

## Alguns programes que va crear o dirigir
Tribunal Popular (TVE-1), La Luna (TVE), Plastic (TVE), La Ronda (TVE), Locos por la tele (TVE), La Palmera (TVE), Querido cabaret (TVE), Prisma (TVE), Ya semos europeos (TVE), Glasnost (TVE), Pictionary (TVE), Cifras y letras (TVE), Un día es un día (TVE), No te rías que es peor (TVE), Fuera de serie (TVE), Tebeo de noche (TVE), La casa por la ventana (TVE), Catalunya misteriosa (TVE), Força Barça (TVE), Videomix (TVE-2), Juegos de Sociedad (TVE-1), Vaya Fauna (ANT3), Cámara baja (ANT3), Sembla que tenim problemes (TV3), Todos somos humanos (ANT3), El puente (T-5), La cara divertida (ANT3), Hora Punta (TVE-1), entre d'altres.

## Publicacions
- Tretze que canten (Editorial Mediterránea, 1982).

## Homenatges
Els premis en homenatge al reconeixement professional en cada edició del FesTVal, Festival de Televisió i Ràdio de Vitòria-Gasteiz a iniciativa de l'Asociación Cultural Fila2, porten el seu nom: Premi Joan Ramon Mainat.